# Здравко Кандић
Здравко Кандић (Потоци код Мостара, 25. октобар 1957 — Требиње, 23. јун 2024) био је потпуковник Војске Републике Српске и пуковник ОС БиХ. Током рата у Босни и Херцеговини био је официр Мостарске и Невесињске бригаде ВРС.

## Биографија
Рођен је 1957. године у Бијелом Пољу код Мостара од оца Неђе и мајке Босиљке (рођ Дангубић). Завршио је Педагошку академију смјер наставник историје и географије. Војни рок служио је у Билећи 1977/1978. Јавио се у ратну јединицу приликом прве мобилизације Десете моторизоване бригаде у касарну Сјеверни логор у Мостару и постављен је за команданта једног од батаљона бригаде. Након егзодуса из долине Неретве и одласка официра Југословенске народне армије обављао је дужност команданта 5. батаљона Невесињске бригаде који је посједао борбене положаје у рејону села Зијемље. Септембра 1992. године прелази у команду Невесињске бригаде на дужност помоћника начелника штаба за обавјештајне послове и на тој дужности остаје до краја рата. Медаљом заслуга за народ одликован је 1996. године Преминуо је у Требињу 23. јуна 2024. године. Сахрањен је на Градском гробљу у Подгљивљу.